# 似鯡多耙鯷
似鯡多耙鯷（学名：Anchovia clupeoides）為輻鰭魚綱鲱形目鳀科的其中一種，分布於西大西洋區，包括安地列斯群島、千里達、委內瑞拉至巴西里約熱內盧等海域，棲息深度可達50公尺，本魚體延長，吻短而尖，上頷延伸至前鰓蓋，體側具一銀色條紋，隨年齡增長而逐漸消失，臀鰭軟條25-32條，體長可達30公分，喜群游，棲息在河口、紅樹林、潟湖，以浮游生物為食，可作為食用魚或餌魚。

## 擴展閱讀
維基物種上的相關：似鯡多耙鯷